# Liste der Bodendenkmäler in Kutzenhausen
Auf dieser Seite sind die Bodendenkmäler in der schwäbischen Gemeinde Kutzenhausen zusammengestellt. Diese Tabelle ist eine Teilliste der Liste der Bodendenkmäler in Bayern. Grundlage ist die Bayerische Denkmalliste, die auf Basis des Bayerischen Denkmalschutzgesetzes vom 1. Oktober 1973 erstmals erstellt wurde und seither durch das Bayerische Landesamt für Denkmalpflege geführt wird. Die folgenden Angaben ersetzen nicht die rechtsverbindliche Auskunft der Denkmalschutzbehörde.

## Bodendenkmäler in Kutzenhausen
| Lage       | Objekt                                                                                    | Akten-Nr.     | Bild |
| ---------- | ----------------------------------------------------------------------------------------- | ------------- | ---- |
| (Standort) | Grabhügel der Hallstattzeit.                                                              | D-7-7630-0020 |      |
| (Standort) | Trichtergruben vor- und frühgeschichtlicher oder mittelalterlicher Zeitstellung.          | D-7-7630-0022 |      |
| (Standort) | Trichtergruben vor- und frühgeschichtlicher oder mittelalterlicher Zeitstellung.          | D-7-7630-0023 |      |
| (Standort) | Wall-Graben-Anlage vor- und frühgeschichtlicher Zeitstellung.                             | D-7-7630-0025 |      |
| (Standort) | Wallgrabenanlage vor- und frühgeschichtlicher Zeitstellung.                               | D-7-7630-0027 |      |
| (Standort) | Befestigungsanlage vor- und frühgeschichtlicher Zeitstellung.                             | D-7-7630-0030 |      |
| (Standort) | Mittelalterliche und frühneuzeitliche Befunde im Bereich der Kath. Pfarrkirche            | D-7-7630-0129 |      |
| (Standort) | Mittelalterliche und frühneuzeitliche Befunde im Bereich der Kath. Pfarrkirche St. Ursula | D-7-7630-0131 |      |
| (Standort) | Siedlung der römischen Kaiserzeit.                                                        | D-7-7630-0147 |      |